# Källpraktmossesläktet
Källpraktmossesläket (Pseudobryum) är ett släkte av bladmossor som växer i sumpskogar med viss källpåverkan. Familjen Plagiomniaceae omfattar i Norden två släkten, Plagiomnium och Pseudobryum. Pseudobryum omfattar två arter globalt, varav en (källpraktmossa) i Norden. Källpraktmossa liknar praktmossor med är mörkare och har svart stam (praktmossor har grön) utan rhizoider. Källpraktmossa har stora blad, är glansig och upp till 20 centimeter stor. Den bildar bestånd som mycket sällan har sporofyt (sporkapsel).
Tidigare räknades denna mossa till stjärnmossesläktet. Enligt modern klassificering (Nationalnyckeln) räknas vissa arter numera till praktmossesläktet Plagiomnium, källpraktmossesläktet Pseudobryum och rundmossesläktet Rhizomnium.